# Кулоновский барьер
Куло́новский барье́р — потенциальный барьер, который необходимо преодолеть атомным ядрам (которые заряжены положительно) для того, чтобы сблизиться друг с другом для возникновения притяжения, вызванного короткодействующим сильным взаимодействием нуклонов (ядерными силами). Кулоновский барьер есть следствие того, что, согласно закону Кулона, одноимённо заряженные тела отталкиваются. На малых расстояниях (порядка 1 фм) ядерные силы между двумя протонами сильнее кулоновских сил, расталкивающих одноимённо заряженные частицы; однако ядерные силы убывают с ростом расстояния значительно быстрее кулоновских сил. В результате зависимость суммарного потенциала взаимодействия ядер от расстояния имеет максимум (вершину кулоновского барьера) на некотором расстоянии.

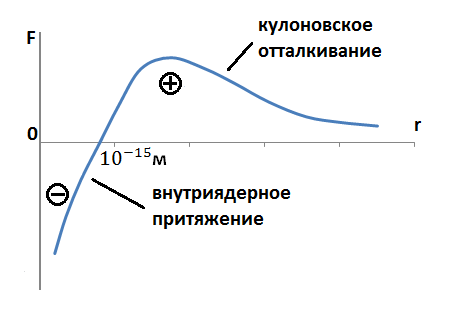
Сила взаимодействия двух протонов или двух легких ядер как функция расстояния между ними.

Кулоновский барьер препятствует ходу термоядерной реакции в плазме. Дело в том, что даже при температурах в несколько тысяч кельвинов (когда вещество уже переходит в состояние плазмы), кинетической энергии ядер всё ещё недостаточно для их сближения на расстояние, при котором ядерные силы притяжения станут больше сил кулоновского отталкивания. Только при температурах порядка миллионов кельвинов вероятность преодолеть кулоновский барьер за счёт туннелирования становится заметной, и начинает идти самоподдерживающаяся термоядерная реакция. Именно такие условия реализуются в центре звёзд, в частности, внутри Солнца.
Кулоновским барьером называют также потенциальный барьер, который должна преодолеть альфа-частица для вылета из ядра при альфа-распаде. Логически этот термин не совсем правилен, поскольку кулоновское взаимодействие отталкивает альфа-частицу от ядра (тем самым способствуя её вылету), тогда как притяжение альфа-частицы к ядру обусловлено ядерными силами; потенциальный барьер, препятствующий альфа-распаду, создаётся именно ядерными силами. Кулоновский барьер (вместе с менее значимым центробежным барьером) при альфа-распаде преодолевается благодаря туннелированию. Вероятность туннелирования сильно (экспоненциально) зависит от высоты и ширины преодолеваемого барьера, поэтому период полураспада альфа-активных ядер быстро растёт с уменьшением энергии распада: ядра с энергией распада около 8 МэВ распадаются за микросекунды (например, 214Po), тогда как альфа-распад с энергией около 2 МэВ происходит в среднем за время, значительно превышающее возраст Вселенной (например, 180W).
Величина кулоновского барьера определяется формулой
{\displaystyle B_{k}={\frac {kZze^{2}}{R}}\,,}
где k обозначен коэффициент, зависящий от системы единиц измерения,{\displaystyle \ Z}, {\displaystyle \ z} — атомные номера налетающей (вылетающей) частицы и ядра соответственно, {\displaystyle \ R} — эффективный радиус ядра (расстояние, на котором сильное взаимодействие начинает преобладать над кулоновским), {\displaystyle \ e} — заряд электрона.